# 중소자영업당
중소자영업당(中小自營業黨)은 중소기업과 자영업 종사자들 위한 것을 목표로 창당된 대한민국의 정당이다.

## 개요
2020년 초에 만나자영업직능당 창당준비위원회 결성을 시작으로, 같은 해 3월 7일에 자영업직능당이라는 이름으로 중앙당 창당대회를 열었다. 이후 중소자영업당으로 명칭을 변경하여 중앙선거관리위원회에 정식으로 등록되었다.
창당 직후, 21대 총선에 참가한 것이 유일하며, 이후로는 어떠한 선거에도 참여하지 않아 2024년 4월 16일자로 정당법에 따라 해산되었다.

## 주요 선거 기록

### 국회의원 선거
|  | 0% |

|  | 0.06% |

|  | 0% |